# Гвоздика
Гвозди́ка (лат. Diánthus) — род многолетних растений семейства Гвоздичные (Caryophyllaceae).
Травянистые дикорастущие и культурные растения с цветками разнообразной окраски. Многие виды и сорта гвоздики выращиваются на срезку и являются декоративными садовыми растениями. Регистрацией сортов гвоздики занимается Королевское садоводческое общество.

## Название
Родовое латинское название Dianthus происходит от греч. Δῖος — родительный падеж от Ζεύς — Зевс, и ἄνθος — «цветок»: цветок Зевса; дано растению К. Линнеем по красивым цветкам.
Русское название происходит от укр. гво́здик, калька польск. goździk, gwoździk, которое в свою очередь калькировано с средне-верхне-немецкого negelkîn, средне-нижние-немецкого negelkin, ново-верхне-немецкого Näglein, Nelke «гвоздика».
В немецком языке цветок «гвоздика» получил такое название за сходство, замеченное немецкими лавочниками, своего запаха с запахом пряности «гвоздика» — высушенными бутончиками гвоздичного дерева. А название пряности «гвоздика» объясняется тем, что она напоминает по форме гвоздь старой ручной ковки.

## Ботаническое описание
Многолетние травы и полукустарнички с линейными или линейно-ланцетовидными листьями.
Цветки одиночные или по 2—3 на концах веточек. Чашечка цилиндрическая или цилиндрически-коническая, с многочисленными продольными жилками и (1)2—4(5) парами чешуевидных, черепитчато налегающих прицветников. Лепестков пять, с длинными ноготками и зубчатым, бахромчато рассечённым, изредка цельным отгибом. Тычинок десять. Столбиков два.
Плод — цилиндрическая коробочка, сидячая или на коротком карпофоре, одногнёздная, раскрывающаяся четырьмя зубцами. Семена многочисленные, уплощённые, овальные, чёрного цвета, мелко-тупобугорчатые.
Большинство видов рода легко скрещиваются между собой.
Род известен многочисленными красивоцветущими видами, благодаря чему и распространен в садоводстве. Среди наиболее популярных многочисленных форм, разновидностей и межвидовых гибридов: D. Carthusianorum L. — Г. картгаузерская, D. barbatus L. — Г. бородатая, D. Caryophyllus L. — Г. гвоздичная, D. Japonicus Thnb. — Г. японская и др.
Гвоздики светолюбивы, засухоустойчивы, в большинстве зимостойки.

## Географическое распространение и экология
Около 300—350 видов в Европе, Азии, Африке, и отчасти в Северной Америке. Наиболее богато род представлен в Средиземноморье, откуда они разошлись до Гималаев и Японии, в Абиссинию и Капскую Землю. Многие виды введены в культуру в качестве декоративных растений и иногда натурализуются.

## Хозяйственное значение и применение
Были сомненья ей дики —

Полной огня и тревог…

Помню — любила гвоздики

Красный цветок.

Каждый увидеть в собраньи

С этим цветком её мог,

В шутку ей дали названье

«Красный цветок»…

Раз непогодной порою

Злобный постиг её рок:

Был у нас вырван тюрьмою

Красный цветок…

Ссылки угрюмой и строгой

Путь и суров и далёк…

Тихо стал вянуть в дороге

Красный цветок…

Вьюгой овеянный снежной —

Север далёкий жесток, —

Снегом засыпан был нежный

Красный цветок…
Используются для срезки, посадки на клумбах, каменистых горках. В оранжереях и теплицах для срезки выращивают гвоздику ремонтантную оранжерейную, которую часто называют голландской.
Некоторые виды гвоздик культивируются как летники и зацветают в год посева, а другие — как двулетники, то есть в год посева развивают только розеточные листья и цветут на второй год. В декоративном садоводстве в настоящее время используются многочисленные гибриды. Это растение было особенно популярно в Советском Союзе, где эти цветы стали символом Октябрьской революции, а впоследствии победы в Великой Отечественной войне.
Некоторые исследователи утверждают, что запах гвоздики «помогает сгладить внутренние противоречия» и «стимулирует положительные эмоции».
Употребляемые как пряность высушенные цветочные бутоны гвоздичного дерева (семейство миртовых) не имеют отношения к гвоздикам.

## В культуре

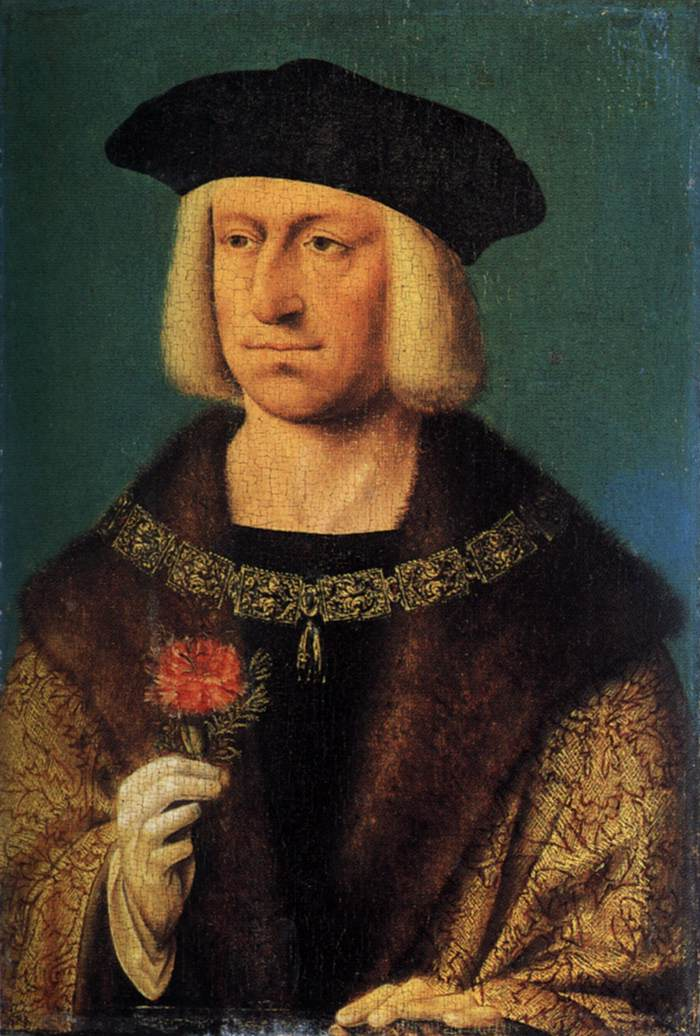
Гвоздика в руках Максимилиана I, императора Священной Римской империи), на портрете кисти Йоса ван Клеве. Ок. 1530

В изобразительном искусстве гвоздика, особенно красного цвета, является символом обручения. Популярно её изображение во фламандской портретной живописи XV—XVI веков, где это использование, вероятно, происходит от фламандского свадебного обряда.
В религиозной живописи красные гвоздики символизируют кровь, Страсти Христовы (Распятие), или чистую любовь Девы Марии. Так, в этом смысле цветок фигурирует в картине «Мадонна с гвоздикой» кисти Леонардо да Винчи, намекая на то, что в будущем этого Младенца ждет Распятие. Существовала легенда, что там, где слезы Мадонны упали на подножие Голгофского креста, выросли гвоздички — таким образом, ставшие символом материнской любви и при этом Распятия.
В своей монографии, посвященной месту цветка в культуре, исследователь Твигс Вэй пишет, что в этом смысле, как символ любви Марии, гвоздики появлялись на Западе в церквях на пасху, иногда помещенные под её изображениями. Отголоски этого обычая заметны в американском Дне Матери — празднике с активным использованием атрибутики гвоздики. Отсылка в названии к слову «гвоздь» встречается не только в русском языке, будучи также связанным с Распятием; в других европейских языках чаще встречается слово carnation, предположительно связываемое с Инкарнацией (Боговоплощением). В североевропейских церквях гвоздики были атрибутом праздника Пятидесятница — пятидесятого дня после Распятия. Символом брака, как считает исследователь, гвоздика стала через Деву Марию, Невесту Христову.
Большое значение гвоздика имеет для исламского (персидского, османского и т. п.) искусства, где она является одним из важнейших орнаментальных мотивов. В восточном искусстве она встречается намного ранее: ведь именно с востока этот цветок проник в Европу в период Средних веков. В исламском раю четыре главных цветка: гвоздика (karanfil), роза, гиацинт и тюльпан.
Гвоздика (красная, розовая или белая) является украшением нарядов оксфордских студентов, идущих на выпускной экзамен. Знаменитым стал выбор Оскаром Уайльдом гвоздики как фирменной бутоньерки. В новое время красная гвоздика была символом французских роялистов, затем в немецкоязычных странах — социалистических демократов (в особенности на Первомай), в то время, как белая гвоздика была символом христианских социалистов. Ассоциация красной гвоздики с социализмом позже распространилась на остальную Европу. Красная гвоздика приобрела популярный статус как символ Первомая на землях Габсбургов и в Италии примерно с 1900 года, когда её символизм был специально объяснен в брошюре из Флоренции, однако к Первой мировой войне она уступает розам.
В русской культуре, как отмечают западные исследователи, «красные цветы, в особенности гвоздики, являются символом победы и патриотизма и имеют политические коннотации. Красные гвоздики можно дарить на юбилей, либо ветерану на День победы. В советское время ни один парад или политическая церемония не обходился без красных гвоздик». Западные исследователи цветов как культурного кода даже пишут, что красная гвоздика стала символом Советской России. Отмечают, что розе не удалось стать главным подарочным цветком в России: «рабочие дарят партийным функционерам гвоздики на 7 ноября и 1 мая».
Красная гвоздика была символом государственного переворота в Лиссабоне 25 апреля 1974 года (Революция гвоздик).

### В филателии

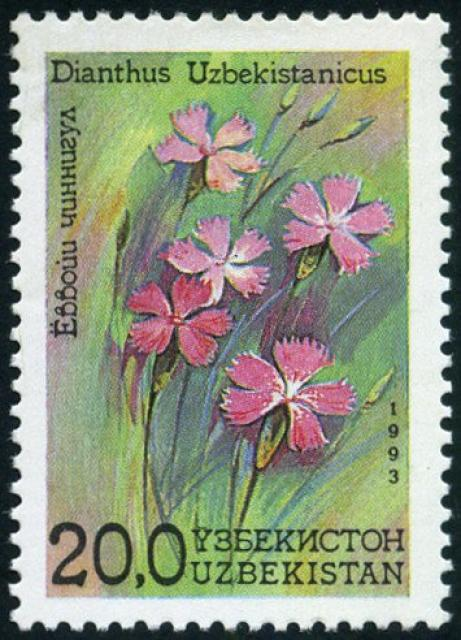
Почтовая марка Узбекистана 1993 года.
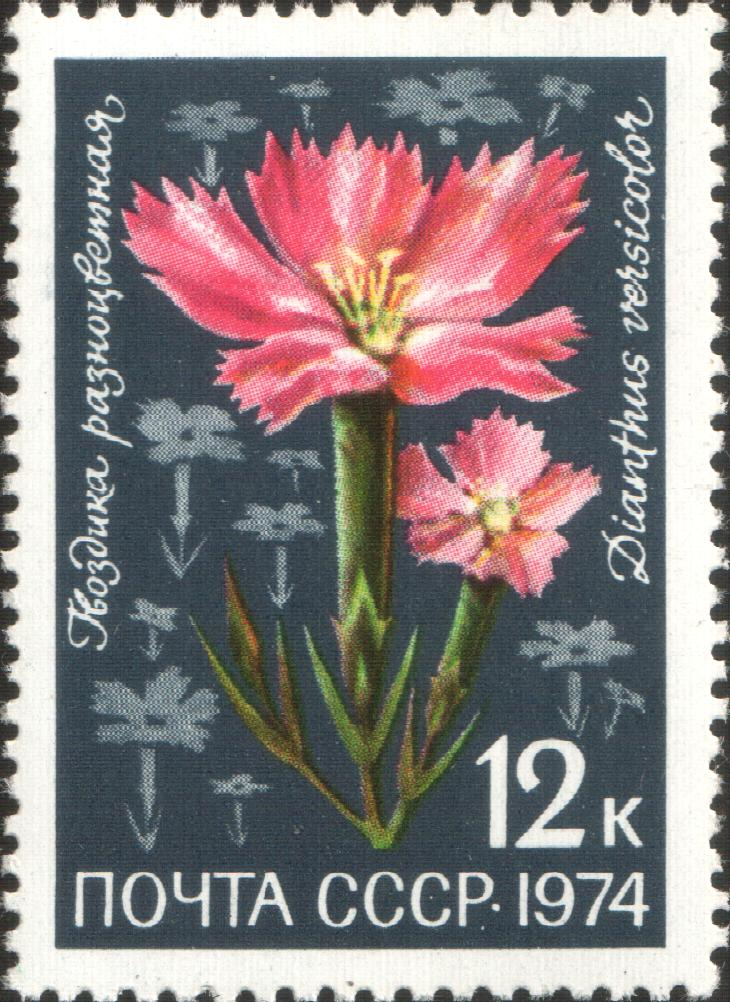
Почтовая марка СССР

## Классификация

### Таксономия
Dianthus L., 1753, Sp. Pl.: 409
Род Гвоздика относится к семейству Гвоздичные (Caryophyllaceae) порядка Гвоздичноцветные (Caryophyllales). Кладограмма в соответствии с Системой APG IV по состоянию на декабрь 2023 года:
|  |                                      |  |                                   |                                   |                      |  | ещё 40 семейств |              |              |                                                            |
|  |                                      |  |                                   |                                   |                      |  |                 |              |              | 410 подтвержденных видов и 21 вид, ожидающий подтверждения |
|  |                                      |  |                                   | порядок Гвоздичноцветные          |                      |  |                 |              | род Гвоздика |                                                            |
|  |                                      |  |                                   | порядок Гвоздичноцветные          |                      |  |                 |              | род Гвоздика |                                                            |
|  | отдел Цветковые, или Покрытосеменные |  |                                   |                                   | семейство Гвоздичные |  |                 |              |              |                                                            |
|  | отдел Цветковые, или Покрытосеменные |  |                                   |                                   |                      |  |                 |              |              |                                                            |
|  |                                      |  | ещё 63 порядка цветковых растений | ещё 63 порядка цветковых растений |                      |  |                 | еще 97 родов | еще 97 родов |                                                            |
|  |                                      |  |                                   | ещё 63 порядка цветковых растений |                      |  |                 |              | еще 97 родов |                                                            |

### Виды
Некоторые из них:
- Dianthus acicularis Fisch. ex Ledeb. — Гвоздика иглолистная
- Dianthus alpinus L. — Гвоздика альпийская
- Dianthus arenarius L. — Гвоздика песчаная
- Dianthus armeria L. — Гвоздика армериевидная
- Dianthus barbatus L. — Гвоздика турецкая
- Dianthus bicolor Adam — Гвоздика двуцветная
- Dianthus campestris M.Bieb. — Гвоздика полевая
- Dianthus carthusianorum L. — Гвоздика картузианская, или Гвоздика тонколистная
- Dianthus caryophyllus L. typus[1] — Гвоздика садовая, или Гвоздика голландская
  - Dianthus caryophyllus var. schabaud — Гвоздика Шабо
- Dianthus chinensis L. — Гвоздика китайская
- Dianthus deltoides L. — Гвоздика травянка
- Dianthus eugeniae Kleopow — Гвоздика Евгении
- Dianthus gratianopolitanus Vill. — Гвоздика серовато-голубая
- Dianthus hoeltzeri C.Winkl. — Гвоздика Гельцера
- Dianthus leptopetalus Willd. — Гвоздика узколепестная
- Dianthus nardiformis Janka — Гвоздика нардиформис
- Dianthus plumarius L. — Гвоздика перистая
- Dianthus pratensis M.Bieb. — Гвоздика луговая
- Dianthus rigidus M.Bieb. — Гвоздика жёсткая
- Dianthus squarrosus M.Bieb. — Гвоздика растопыренная
- Dianthus superbus L. — Гвоздика пышная
- Dianthus uralensis Korsh. — Гвоздика уральская
- Dianthus uzbekistanicus Lincz. — Гвоздика узбекистанская
- Dianthus volgicus Juz. — Гвоздика волжская

### Синонимы
- Caryophyllus Mill.
- Caryophyllus Tourn. ex Moench
- Cylichnanthus Dulac
- Diosanthos St.-Lag.
- Plumaria Opiz
- Velezia L.